# Pellouxite
La pellouxite è un minerale dedicato ad Alberto Pelloux.